# مونتاناسو لومباردو
مونتاناسو لومباردو (به ایتالیایی: Montanaso Lombardo) یک کومونه در ایتالیا است که در استان لودی واقع شده‌است.

## خصوصیات
مونتاناسو لومباردو ۹٫۶ کیلومترمربع مساحت و ۱٬۵۷۲ نفر جمعیت دارد.